# Lila Tretikov
Lila Tretikov (em russo:  Лайла Третиков) é uma especialista na área de tecnologia que foi escolhida em maio de 2014 para ser a nova diretora executiva da Fundação Wikimedia, sucedendo a Sue Gardner. Assumiu o cargo em 1º de junho.
Nascida em Moscou, emigrou para os Estados Unidos ainda adolescente, começando a trabalhar em 1999 como engenheira de software na Califórnia, onde foi co-autora de várias patentes de software, e também fundou uma empresa de maketing de tecnologia. Especialista em software empresarial, foi diretora de informática e vice-presidente de engenharia do SugarCRM Inc, antes de suceder Sue Gardner na Fundação Wikimedia, em 2014.
Em 25 de fevereiro de 2016, Tretikov apresentou a sua demissão, com efeito a partir de 31 de março, como resultado da participação da Wikimedia Foundation no projeto de um novo buscador.
Dias após surgirem as notícias sobre o buscador, batizado de Discovery, foi publicada uma carta assinada por Lila na qual a fundação confirmava ter interesse em melhorar o sistema de buscas da Wikipédia, mas negava planos de construir um motor de buscas que pudesse bater de frente com o Google.

## Carreira
Lila tem em seu currículo o cargo de executiva de produtos da SugarCRM, uma empresa de software com sede em Cupertino, na Califórnia.